# Festuca kingii
Festuca kingii är en gräsart som först beskrevs av Sereno Watson, och fick sitt nu gällande namn av Cassidy. Festuca kingii ingår i släktet svinglar, och familjen gräs.
Artens utbredningsområde är Colorado. Inga underarter finns listade i Catalogue of Life.